# Cartographie systématique
La cartographie systématique est une « méthode de collecte, d’évaluation et de synthèse des connaissances scientifiques et techniques qui s’est développée initialement dans le domaine des sciences médicales, puis des sciences sociales, puis celles de l'environnement ». Elle s'appuie notamment sur les revues systématiques.
Dans un monde touché par de grandes crises globales (climatique et de biodiversité notamment) et où la science évolue rapidement, ces cartographies sont des « représentations du paysage de la connaissance en réponse à une question ou une problématique très large. Elles répondent à des questions qui s’apparentent à celles des revues systématiques dans leur structuration. Elles ont pour objectif de mettre en évidence la répartition des connaissances selon des critères explicites (métadonnées) ».

Ce type d'études produit de plus en plus les « Evidence bases », sur lesquelles s’appuient (ou non) les décideurs,.

## Méthode scientifique d'évaluation de la connaissance
Des institutions (scientifiques et médicales notamment) ont des besoins périodiques de mise à jour de l'évolution des savoirs dans leur domaine, notamment pour répondre à des questions émergentes ou parfois pour remettre en question des paradigmes scientifiques que des études récentes semblent infirmer.
Les décideurs et les politiques publiques doivent pouvoir appuyer leurs choix sur une connaissance à jour. Or la connaissance évolue de plus en plus rapidement et, dans certains domaines, elle est particulièrement complexe et doit être vulgarisée pour les décideurs et le public.
Outre les techniques de relecture par les pairs, de conférences de consensus et de revues d'études (méta-analyse), elles peuvent s'appuyer sur des cartographies systématiques des connaissances. L'ensemble de ces techniques permet de mieux détecter et minimiser les biais pour produire des informations complètes, mises à jour et objectivées. 
Les revues systématiques joignent généralement deux types d'approches :
- analyses quantitatives (méta-analyses, modélisations, etc.)
- analyses qualitatives et narratives, visant à décrire le paysage du savoir sur un thème à un moment donné.

Elles sont facilitées par l'utilisation de l'anglais comme langue de référence pour la recherche, par la généralisation de l'usage de mots-clés et par les moteurs de recherches et un nombre croissant d'études randomisées, d'études publiées en open-source et de revues d'études (quand elles existent dans le domaine concerné), mais tous ces éléments peuvent encore contenir ou induire certains biais. 

Les documentalistes et spécialistes de la fouille dans le big data apportent également une aide importante à ceux qui font ce travail. 

Dans certains domaines (ex : militaire, industriel, financier...ou médical), le secret et la confidentialité/anonymisation sont respectivement deux sources de biais ou de non-accès ou d'accès retardé à certains savoirs (Dans certains domaines, une partie de cette information "grise"  peut être néanmoins récupérée par l'analyse de base de données de brevets, par exemple pour le domaine de l'énergie). 
Dans certains domaines, le travail est nécessairement pluridisciplinaire ; il doit alors réunir des équipes d'experts et de documentalistes spécialisés dans leurs domaines respectifs pour exploiter plusieurs bases de données disciplinaires. 
Initier la cartographie systématique d'un sujet est un travail lourd en termes de temps et de ressources financières, scientifiques et humaines. Cela nécessite en outre d'avoir accès aux articles sélectionnés par la revue bibliographique. Une fois que – grâce à une première étude - le périmètre du travail a été bien cerné et balayé, et ainsi structuré ; ces études sont ensuite plus facile à mettre à jour au fur et à mesure de l’apparition de nouvelles connaissances.
Par souci de transparence, de crédibilité et de réplicabilité et pour faciliter les futures mises à jour « les documentalistes rédigent les détails de leurs recherches bibliographiques ». Ces détails deviennent des métadonnées qui sont intégrées dans les « livrables » de la revue systématique. Les documentalistes peuvent alors être cités en tant que « co-auteurs des revues et cartographies systématiques ». L'archivage pérenne (et éventuellement ouvert) du travail fini est également un enjeu important pour sa valorisation immédiate et future.
Certains auteurs comme Van Kammen & al. (2006) promeuvent un  "courtage de connaissances" (Knowledge brokering) comme moyen de répondre aux lacunes de savoir  via un nouveau métier d'intermédiateur (Knowledge broker).

## Objectifs
Le paysage dressé par la "cartographie systématique" s'appuie sur une revue systématique qui cherche à prendre en compte toutes la connaissance disponible sur un sujet précis (au moment où elles se font) pour répondre à un besoin de savoir et savoir-faire présenté sous forme d’une question claire et structurée en éléments précis. 
Ces revues puis les "cartographies" servent généralement à appuyer un choix en fournissant aux décideurs des arguments étayés montrent l’existence de faits avérés ou, au contraire de niveaux d’incertitudes ou de lacunes de connaissances (permettant d'orienter ou réorienter des priorités d'action et de recherche). 
Dans des domaines très complexes comme la médecine, et plus encore dans ceux du climat et la biodiversité une grande diversité de méthodes d'analyses, de travail, d'échelles spatiales et temporelles et de modélisations, ainsi que l'importance du flux d'études nouvelles rend tout travail de synthèse difficile.

## Formations
La méthode scientifique (enseignée de manière plus ou moins poussée dans les universités et grandes écoles) apporte les bases de ces méthodes. 
En Europe, certains organismes ont une accréditation pour produire des formations aux méthodes de la cartographie systématique (c'est par exemple le cas en France de la FRB qui a été désignée Centre français de la Collaboration for Environmental Evidence,). Le CESAB est aussi « Centre d’analyse et de synthèse »).

## Utilisations
Certaines études montrent que les revues systématiques disponibles pour les décideurs ne sont pas toujours suivies d'effets à court ou moyen termes ; des lobbies politiques et industriels notamment peuvent (pour défendre leurs intérêts acquis, perçus et/ou réels) freiner la bonne réalisation ou utilisation de revues d'étude par exemple en limitant l'accès à leurs données ou en orientant les études par exemple dans le domaine des énergies fossiles, du médicament, du tabac, des pesticides, de la pêche (halieutique), de l'agriculture, du climat et de la biodiversité en particulier; et les résultats et solutions proposées par les scientifiques sont parfois complexes et difficiles à comprendre, notamment en raison des acronymes et jargons utilisés.

Pour répondre à ce problème, des « résumés pour les décideurs » et les médias sont parfois produits (par le GIEC notamment).